# 古爾錢卡河
52°53′20″N 16°20′42″E / 52.888970°N 16.345050°E
古爾錢卡河是波蘭的河流，位於該國中西部，處於大波蘭省，該河流屬於諾泰奇河的左支流，河道全長33公里，流域面積98平方公里。